# Dual Blades
Dual Blades ist ein Kampfspiel, das von Vivid Image entwickelt und von Metro3D für die Handheld-Videospielkonsole Game Boy Advance im Jahr 2002 veröffentlicht wurde.

## Spielprinzip
Es ist ein Kampfspiel, das sowohl einzeln oder in Mehrspieler gespielt werden kann. Es verfügt über ein „Power-Combining-System“, dieses System ermöglicht es den Spielern, ihren eigenen Kampfstil zu entwickeln. Zu den Charakteren gehören Ninjas, Ritter und Krieger.

## Entwicklung
Noch als Student hatte Galip Kartoğlu ein PC-Spiel entwickelt, das er „Slashers“ nannte. In der Hoffnung, es auf den Markt zu bringen, wandte er sich an Mev Dinc von Vivid Image, der von dem Spiel beeindruckt war. Spielpiraterie war in der Türkei ein ernstes Problem, also schlug Dinc vor, dass es stattdessen für Nintendos Game Boy Advance entwickelt werden sollte. Zu dieser Zeit erteilten weder Nintendo noch Sony Entwicklungslizenzen an die Türkei, aber durch seine Verbindungen konnte Dinc die Lizenzierung sichern und einen Vertrag mit Metro3D für den weltweiten Vertrieb abschließen. Der Titel des Spiels wurde in „Dual Blades“ geändert. 2013 kam eine Fortsetzung unter dem Namen Slashers: The Power Battle raus.

## Rezeption
Das Spiel erhielt laut Metacritic „gemischte“ Kritiken. Famitsu gab dem Spiel eine Bewertung von 21/40 Punkten.